# Cyathea guentheriana
Cyathea guentheriana är en ormbunkeart som beskrevs av Lehnert. Cyathea guentheriana ingår i släktet Cyathea och familjen Cyatheaceae. Inga underarter finns listade.